# Grande Hotel do Luso

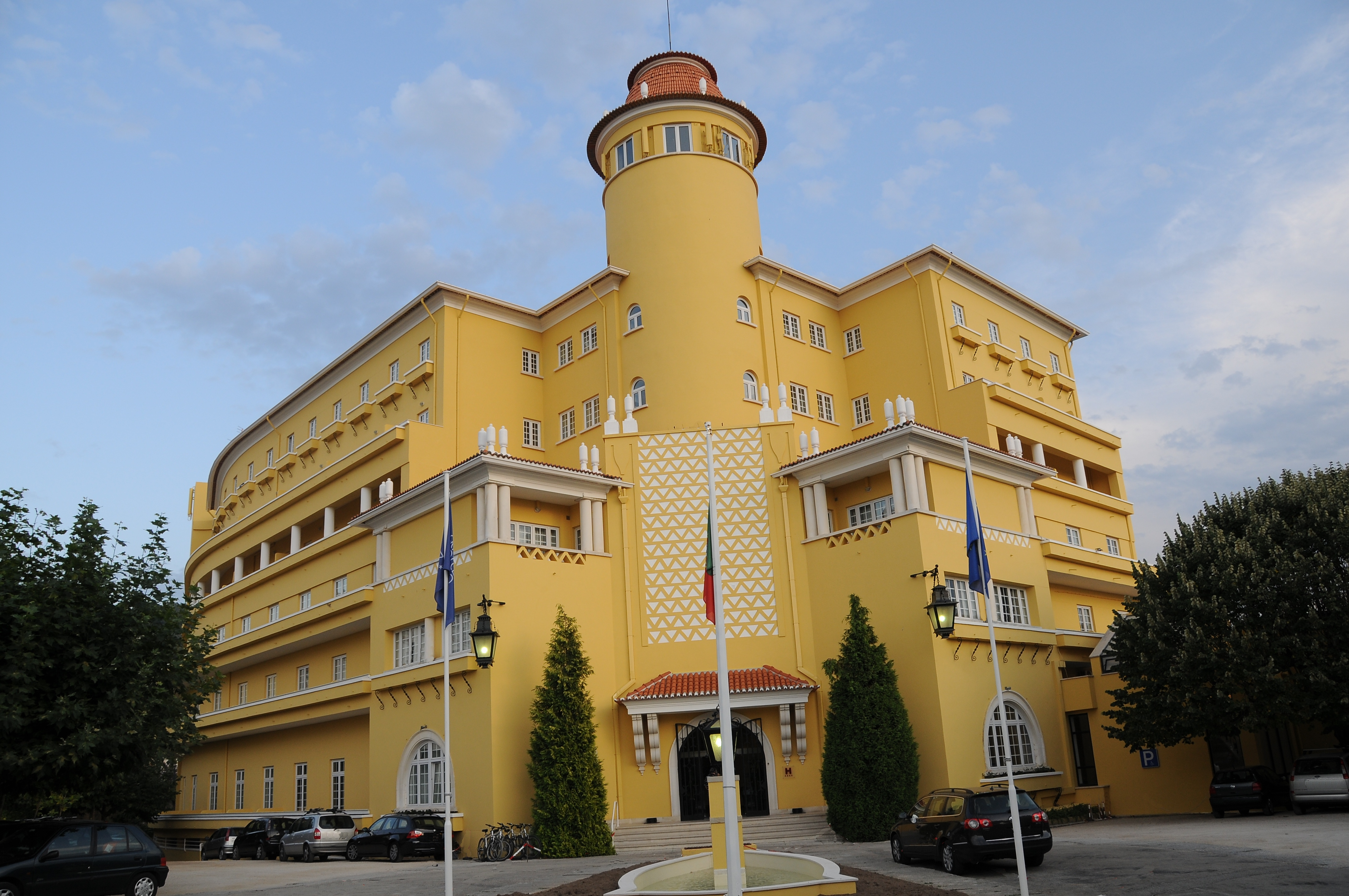

O Grande Hotel de Luso situa-se na vila de Luso em Portugal.
Foi mandado construir pela Sociedade da Água de Luso, quando o seu presidente era Bissaya Barreto.
A construção com projecto do arquitecto Cassiano Branco teve início em 1938 e foi inaugurado em 27 de Julho de 1940.
O hotel possui uma Piscina olímpica.

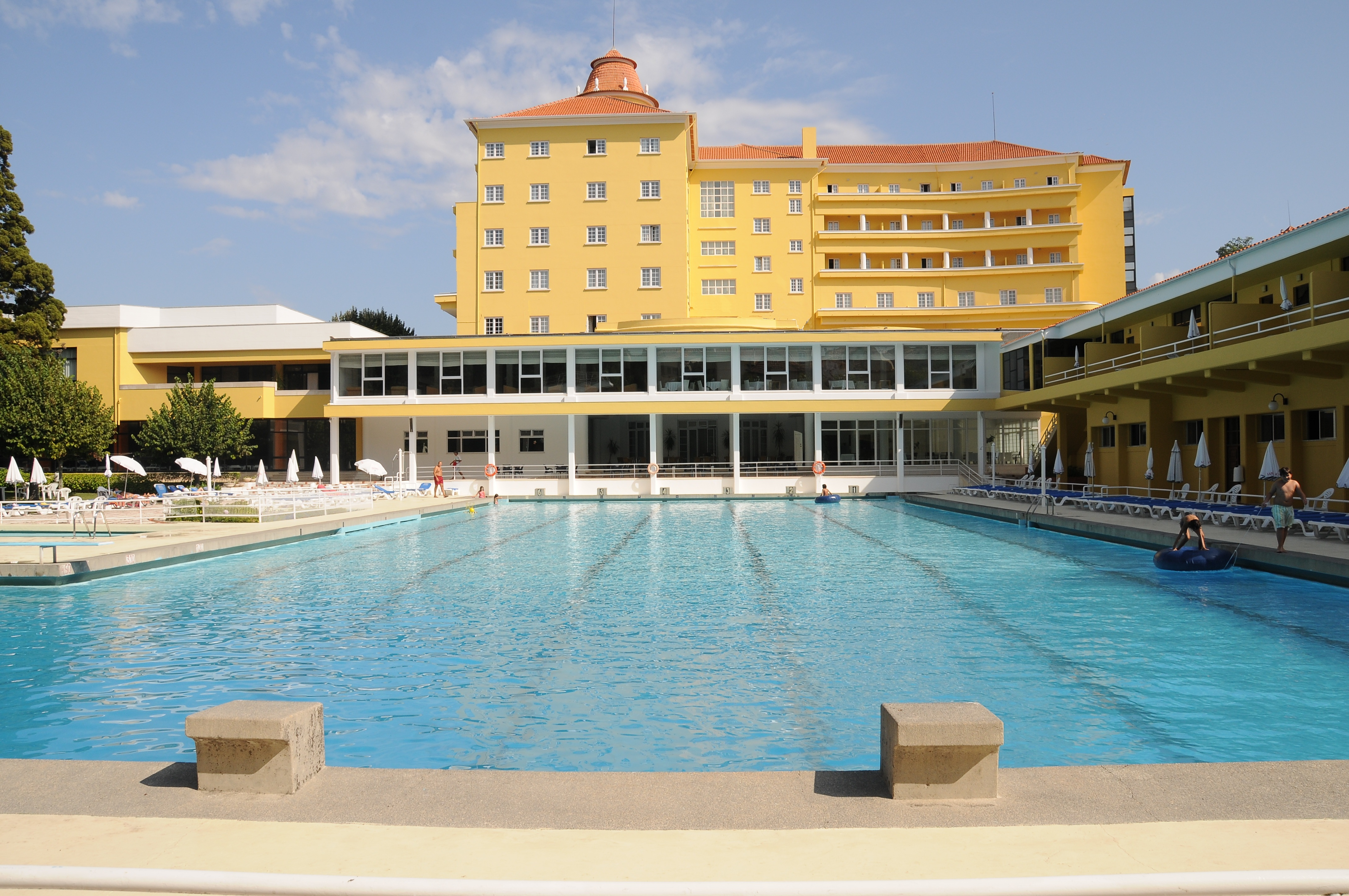